# Synolulis
Synolulis is een geslacht van vlinders van de familie spinneruilen (Erebidae), uit de onderfamilie Calpinae.

## Soorten
- S. diascia Hampson, 1926
- S. ekeikei Bethune-Baker, 1908
- S. punctitorna Bethune-Baker, 1908
- S. rhodinastis Meyrick, 1902